# Paulina Muszkatblat
Paulina Muszkatblat (t) (zm. 1942 w Treblince) – polska okulistka i esperantystka.

## Życiorys
Należała do założonego w 1921 roku przez Leona Zamenhofa, Edwarda Wiesenfelda, Józefa Litauera oraz Leo Belmonta warszawskiego Towarzystwa Esperantystów Konkordo (Esperanto-Rondo Konkordo), które skupiało głównie esperantystów żydowskiego pochodzenia. Pełniła funkcję sekretarza Towarzystwa. W 1921 roku była sekretarzem komitetu organizacyjnego, który powstał w listopadzie w celu zorganizowania wszechpolskiego zjazdu esperantystów w Warszawie. W 1928 roku uczestniczyła w Światowym Kongresie Esperantystów w Antwerpii. W 1937 roku wszyscy esperantyści, którzy dołączyli do ruchu przed 1905 rokiem, zostali odznaczeni złotą odznaką jubileuszową. Wśród odznaczonych znalazła się Paulina Muszkatblatt.